# Jerzy Biedrzycki
Jerzy Biedrzycki (ur. 1954 w Krakowie, zm. 12 grudnia 2015) – polski podróżnik, reżyser, scenarzysta, dziennikarz, autor i gospodarz telewizyjnego programu wędkarskiego Taaaka Ryba.
W latach 1978–1983 pracował w telewizji regionalnej TVP Kraków, zaś w latach 1992–1994 w krakowskiej telewizji PTV Krater - od pierwszego do ostatniego dnia jej istnienia. Od 1992 realizował w PTV Krater program wędkarski Taaaka Ryba, aktualnie emitowany na antenie Polsatu Play i Polsatu 2, oraz od 2015 roku w TV 6. W Polsacie Play jest emitowany również w wersji dla niesłyszących.

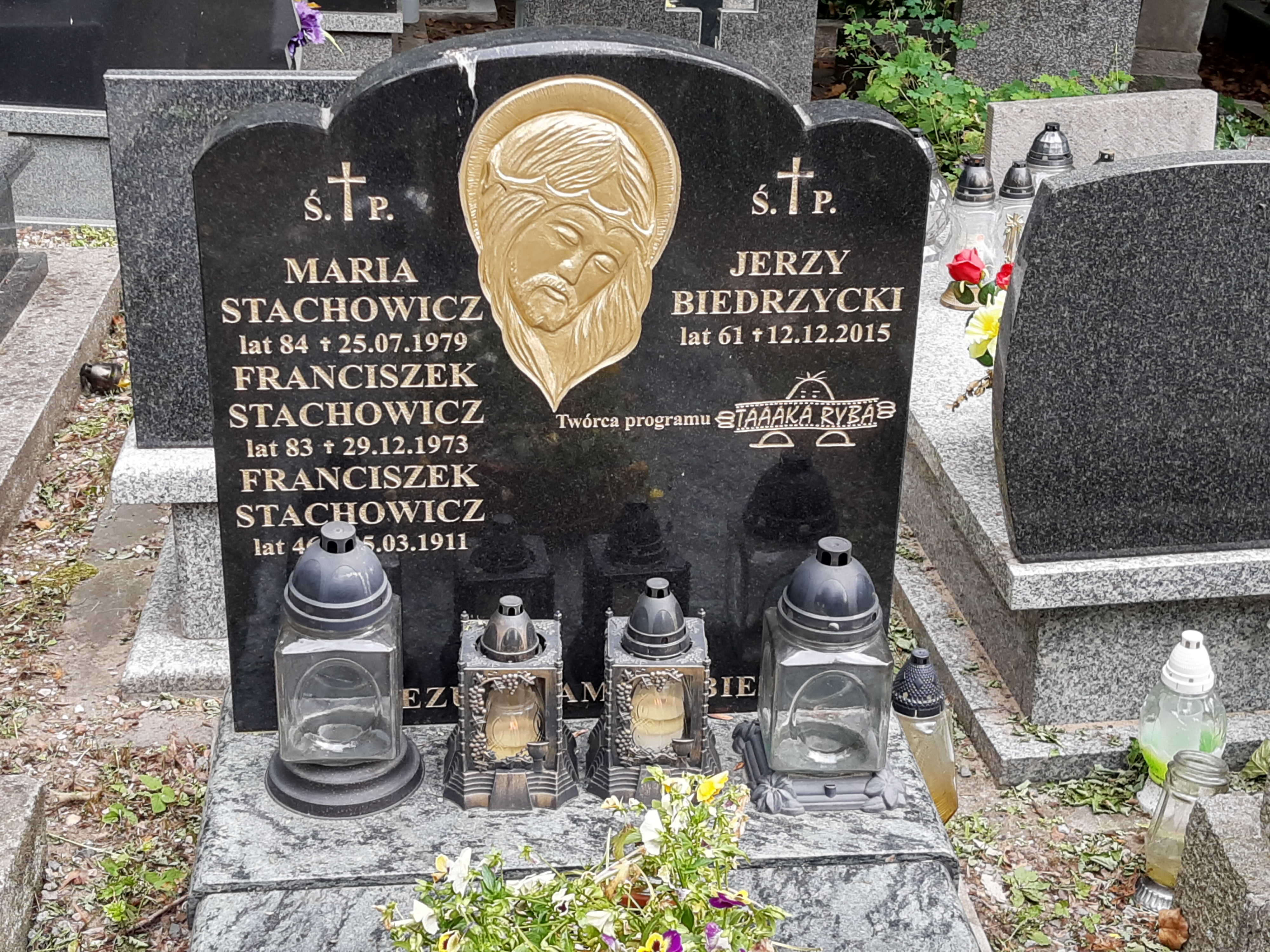
Grób Jerzego Biedrzyckiego na Cmentarzu Podgórskim

Zmarł na niewydolność serca. Pochowany na Cmentarzu Podgórskim w Krakowie (kwatera IIIB-zach.-16).
Wnuk Emila Biedrzyckiego.

## Dorobek twórczy
- PTV Krater – 27 odcinków programu
- TV Polonia 1 – 49 odcinków
- TV Wisła, TVN – 103 odcinki
- TVP Regionalna – 101 odcinków
- Tele 5 – 27 odcinków
- Telewizja Puls – 176 odcinków
- Discovery – 8 filmów
- Seasons TV – 1 film
- National Geografic – 1 film
- Filmowa Encyklopedia TAAAKIEJ RYBY – kilkanaście filmów pełnometrażowych
- Internetowa Telewizja TAAAKA RYBA – kilkaset filmów
- Polsat Play, Polsat 2 – 170 odcinków (cykl w kontynuacji)